# St. Albani (Schkeuditz)

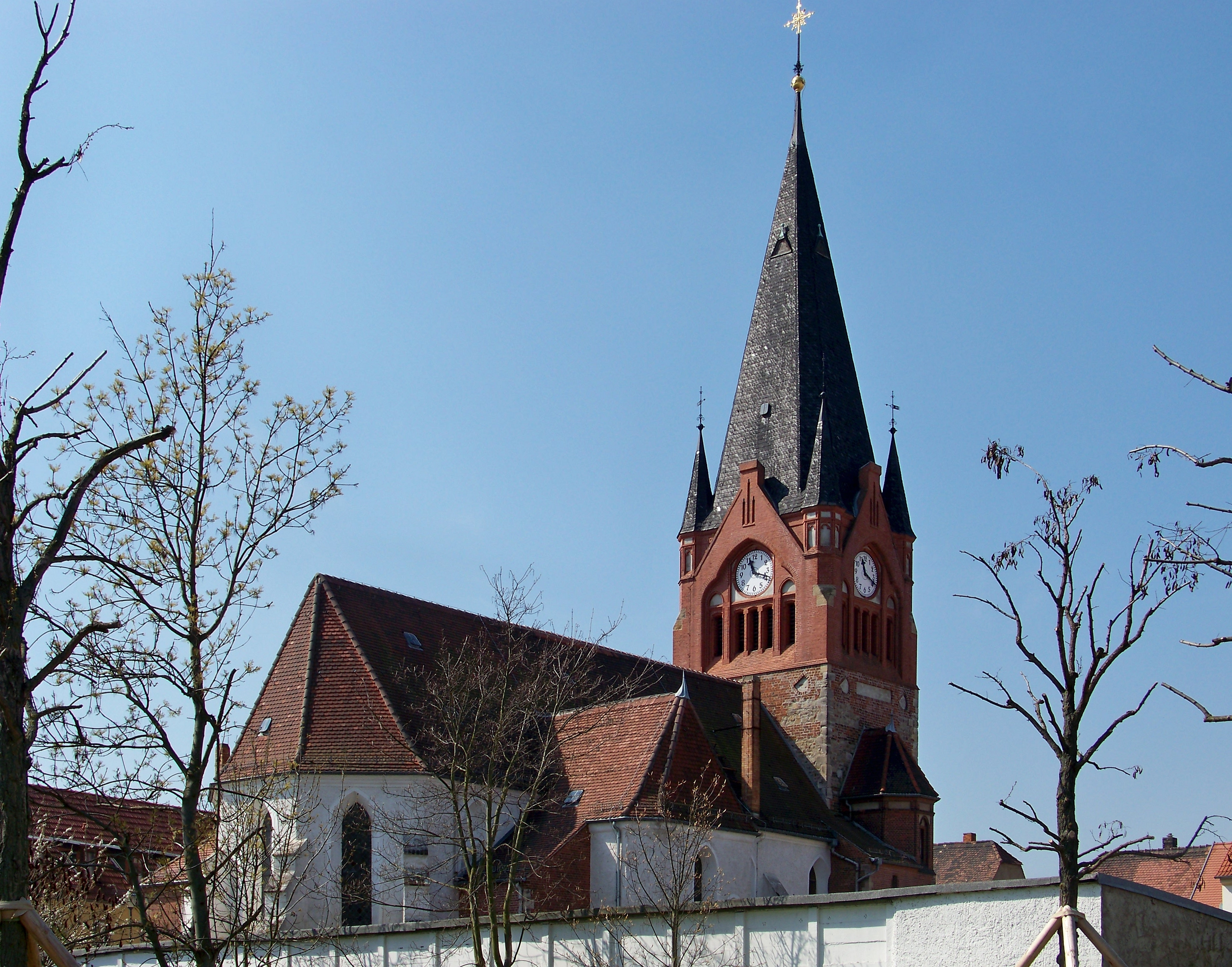
Stadtkirche St. Albanus zu Schkeuditz, Foto von 2010

Die Stadtkirche St. Albanus zu Schkeuditz – oder auch Evangelische Stadtkirche St. Albani – ist das evangelische Kirchengebäude in der Großen Kreisstadt Schkeuditz im Landkreis Nordsachsen nordwestlich von Leipzig. Ihr Schutzheiliger ist der Heilige Alban von Mainz. Das Gotteshaus ist für Schkeuditz baugeschichtlich, ortsgeschichtlich und ortsbildprägend von Bedeutung.

## Lage
Die Stadtkirche wurde auf dem alten Siedlungshügel nahe der nicht mehr vorhandenen Burg Schkeuditz im Zentrum der Altstadt errichtet. Sie bildet mit dem 2004 vollständig sanierten Pfarrhaus (Topfmarkt 4) sowie dem sanierten Gemeindehaus (Mühlstraße 10) das Zentrum der kirchlichen Arbeit des Kirchengemeindeverbandes Schkeuditz.

## Geschichte
Im Jahr 981 wurden Burg und Ort Schkeuditz in der Chronik des Bischofs Thietmar von Merseburg erstmals erwähnt. Um 1200 entstand als Kern des heutigen Bauwerks die romanische Kirche St. Albani zu Schkeuditz. Ein Tympanon mit der Darstellung St. Alban und St. Peter befindet sich in der Kirche. Der Heilige Alban ist auch Schutzheiliger der Stadt Schkeuditz und der katholischen Kirche in Schkeuditz, sein Abbild ist in den Siegeln der Stadt und der Kirchen zu finden.
1436 begnadete Bischof Johannes II. den Rat der Stadt Schkeuditz mit dem „Beneficio St. Erasmi“ auf dem bischöflichen Hause und Schlosse zu Schkeuditz. 1517 wurde der massive Westturm aus Feldsteinen errichtet, das Kirchenschiff erhielt ein Ziegeldach mit Dachreiter (belegt vom Minuskelband mit der Inschrift Anno Domini 1517). 1544 wurde die Reformation in Schkeuditz und den umliegenden, zur Gemeinde gehörenden Dörfern Altscherbitz, Papitz, Modelwitz und Wehlitz eingeführt.
Die erste und älteste überlieferte bildliche Ansicht von Schkeuditz geht auf einen Stich von Wilhelm Dilich aus dem Jahr 1629 zurück. 1646 brannte die Kirche bis auf die Grundmauern nieder. Der Kirchturm erhielt danach ein einfaches Satteldach.
1813 war der Ort Aufmarschplatz für die Völkerschlacht bei Leipzig. Aufgrund der Einquartierung französischer Soldaten wurden die Inneneinrichtung sowie die Orgel der Kirche fast vollständig zerstört.
1899 wurde die Kirche umgebaut und saniert. Der neue spitze und hohe Kirchturm bekam in Schiefer gedeckte Vierlingstürmchen. Die Innengestaltung wurde umfassend verändert, die Kanzel versetzt und eine neue Orgel eingebaut.
1932/33 folgte die Umgestaltung des Innenraumes mit Kruzifix im Mittelpunkt des Altarraumes, großem steinernem Altar, gekürzter Emporen, Ältestengestühl, vorgezogenem Spieltisch der Orgel, Taufkapelle mit Kreuzigungsgruppe von 1618 und von Paul Horn (Halle) gestaltetem Ehrenmal für die Gefallenen des Ersten Weltkrieges.
1964 wurden neue Buntfenster eingebaut und der Kirchturm erhielt eine Neueindeckung mit Schiefer. Jüngste Innenrenovierung war im Jahr 1970, dabei wurde der Taufstein in den Altarraum versetzt und das Ältestengestühl entfernt. 1981 wurde das Kruzifix an die Nordwand des Altarraumes versetzt und seitdem gab es einen neuen, transportablen Altar.
2002 erfolgte die Restaurierung von Kruzifix und Kanzel. Das Kruzifix fand seinen Platz wieder in der Mitte des Altarraumes. Reste des romanischen Tympanons wurden von der Außenmauer in die Kirche versetzt. 2004 wurde neues Gestühl angeschafft, 2007 die Kirchenglocken-Anlage umfassend saniert. 2016 wurde die vollständige Begasung der Kirche notwendig, um so den Totalverlust der Orgel zu verhindern.
2018 begann die umfassende Sanierung der Kirche mit den Arbeiten am Kirchturm.

## Bauwerk

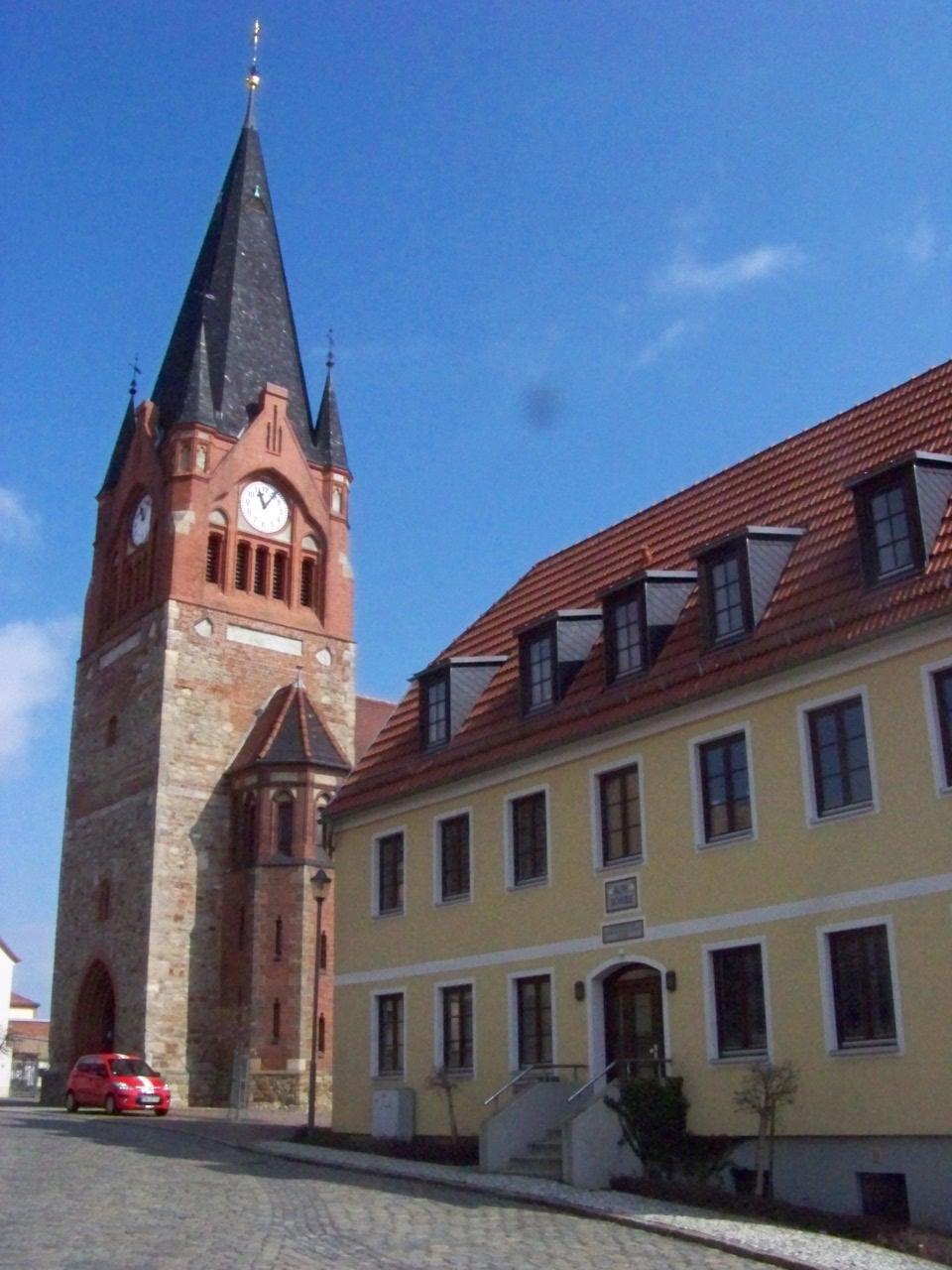
Kirchturm von St. Albanus, Foto von 2013

Die spätgotische Kirche ist ein Feld- und Backsteinbau mit eingezogenem, dreiseitig geschlossenem Chor, Stützpfeilern und einem steilen, im Osten abgewalmten Satteldach.
Die in ihrem Ursprung auf das Jahr 1517 (Datierung an der Nordseite des Turms) zurückgehende spätgotische Kirchengebäude hat einen quadratischen, wehrhaften West-Kirchturm, der beim Umbau der Kirche im Jahr 1899 einen neogotischen Turmspitzen-Aufsatz mit spitzem Faltdach aus Ziegelstein erhielt. Die seitlichen Treppentürme in Klinkerbauweise führen in das Turmgeschoss, den Hauptzugang an der Westseite bildet ein abgestuftes Spitzbogenportal.
Der Kirchenraum wird durch Spitzbogenfenster belichtet. An der Südseite befindet sich ein Sakristei-Anbau, an der Nordseite ein rechteckiger Anbau mit abgeschrägten Ecken. Langhaus und Chor  wurden 1855 klassizistisch umgestaltet. Der westliche Teil wurde zu einer Emporenhalle mit zwei Emoprengeschossen in den flachgedeckten schmalen Seitenschiffen. Das Mittelschiff hat eine hohe Muldendecke. An der Südseite hat das Schiff eine verglaste Patronatsloge. Die Deckenlandschaft setzt sich ostwärts in den Chor fort, obwohl dieser nicht durch Stützen in Schiffe unterteilt ist.
Zur Ausstattung gehören neben dem überlebensgroßen Kruzifix im Chor eine polygonale Kanzel mit reichem Schnitzwerk von 1672, ein runder Taufstein von 1764 und eine Orgel. In der Eingangshalle erinnern zwei Gedenktafeln an die Gefallenen des Deutsch-Französischen Krieges. An der nördlichen Innenseite der Kirche gedenkt ein figürliches Halbrelief aus Ton der Gefallenen des Ersten Weltkrieges, erschaffen vom Bildhauer Paul Horn (1876–1959).
Der Denkmalwert der Schkeuditzer Stadtkirche ergibt sich aus seiner baugeschichtlichen und stadtgeschichtlichen Bedeutung als wichtiges Zeugnis des Kirchenbaus zu Beginn des 16. Jahrhunderts.
Sandstein-Epitaphien aus dem 18. Jahrhundert sind im Chorbereich und dem nördlichen Anbau zu finden.

## Orgel
Die Kirche hat eine Rühlmann-/Eule-Orgel (Opus 230) mit Pedal, zwei Manualen und 28 Registern, die Traktur ist elektro-pneumatisch. Sie wurde 1940 in ihren jetzigen Zustand umgebaut.
Die Orgel hat einen vorgezogenen Spieltisch: Er steht auf der Chorempore seitlich im Winkel von 90 Grad zum Instrument. Der Organist kann also nach links unten zum Altar und zum Pfarrer sowie nach rechts auf die Orgel blicken, vor ihm stehen gegebenenfalls die Mitglieder eines mitwirkenden Chors.

## Kirchgemeinde
Die Kirchgemeinde gehört zum Kirchspiel Schkeuditz im Kirchenkreis Torgau-Delitzsch der Evangelischen Kirche in Mitteldeutschland. Pfarrer ist Axel Meißner.

## Aktuelle Nutzung
Die Stadtkirche Schkeuditz mit ihrer guten Akustik ist regelmäßig Konzertort, beispielsweise für die Schkeuditzer Kulturtage. Jüngst traten dort das Westsächsische Symphonieorchester, die Sächsische Bläserphilharmonie, die Staatskapelle Halle, das German Marimba Duo, die Lilienfelder Cantorei Berlin, der Chor der Landesschule Pforta sowie zahlreiche Kammermusik-Ensembles und namhafte Organisten auf.
Die in und um Schkeuditz beheimateten Chöre und Ensembles nutzen die Kirche regelmäßig als Konzertort, so etwa die Villa Musenkuss mit ihrem Chor Molto Vocale, der Chor Art Kapella, der Ermlitzer Männerchor und die Bunte Bühne Biesen. Auch wird die Kirche vom Schkeuditzer Posaunenchor, einem der größten der Landeskirche mit vielseitiger Nachwuchsarbeit, und vom Kirchenchor sowie vom Jugendchor genutzt.